# بريان واتسون (راقص)
بريان واتسون (بالإنجليزية: Bryan Watson)‏ هو راقص جنوب أفريقي، ولد في 18 أبريل 1969 في ديربان في جنوب أفريقيا.